# 우지타와라정
우지타와라정(일본어: 宇治田原町)은 일본 교토부 쓰즈키군의 정이다.

## 인접한 자치체
- 교토부
  - 우지시, 조요시, 구세군 구미야마정(월경지), 쓰즈키군 이데정, 소라쿠군 와즈카정
- 시가현
  - 오쓰시, 고카시

## 교통

### 도로
- 신메이신 고속도로
- 국도 제307호선